# Sumpmikromossa
Sumpmikromossa (Cephaloziella hampeana) är en levermossart som först beskrevs av Christian Gottfried Daniel Nees von Esenbeck, och fick sitt nu gällande namn av Victor Félix Schiffner. Sumpmikromossa ingår i släktet mikromossor, och familjen Cephaloziellaceae. Arten är reproducerande i Sverige.